# Giacomo Boncompagni (cardeal)
Jaime Bomcompagni, em italiano Giacomo Boncompagni (Isola del Liri, 15 de maio de 1652 - Roma, 24 de março de 1731), foi um arcebispo  e cardeal católico italiano.

## Vida
Nasceu em Isola del Liri, Sora, em Lácio. Era sobrinho-neto do cardeal Francesco Boncompagni e sobrinho do cardeal Girolamo Boncompagni, o arcebispo de Bologna. Também era tio-avô do cardeal Gregorio Salviati.
Estudou na Universidade La Sapienza, em Roma, obtendo doutorado tanto de direito civil como de direito canônico em 1676.
Mesmo em tenra idade foi Cavaleiro da Ordem Soberana de Malta; se instalou em Roma durante o pontificado do Papa Alexandre VIII e foi governador de Orvieto e vice-governador de Fermo.
Em 17 de abril de 1690, foi nomeado Arcebispo de Bolonha, com uma dispensa especial, porque ainda não havia recebido a ordenação sacerdotal.
O Papa Inocêncio XII elevou-o ao posto de cardeal no consistório de 12 de dezembro de 1695. 
Faleceu em 24 de março de 1731, com a idade de 78 anos.